# Jungle Bride

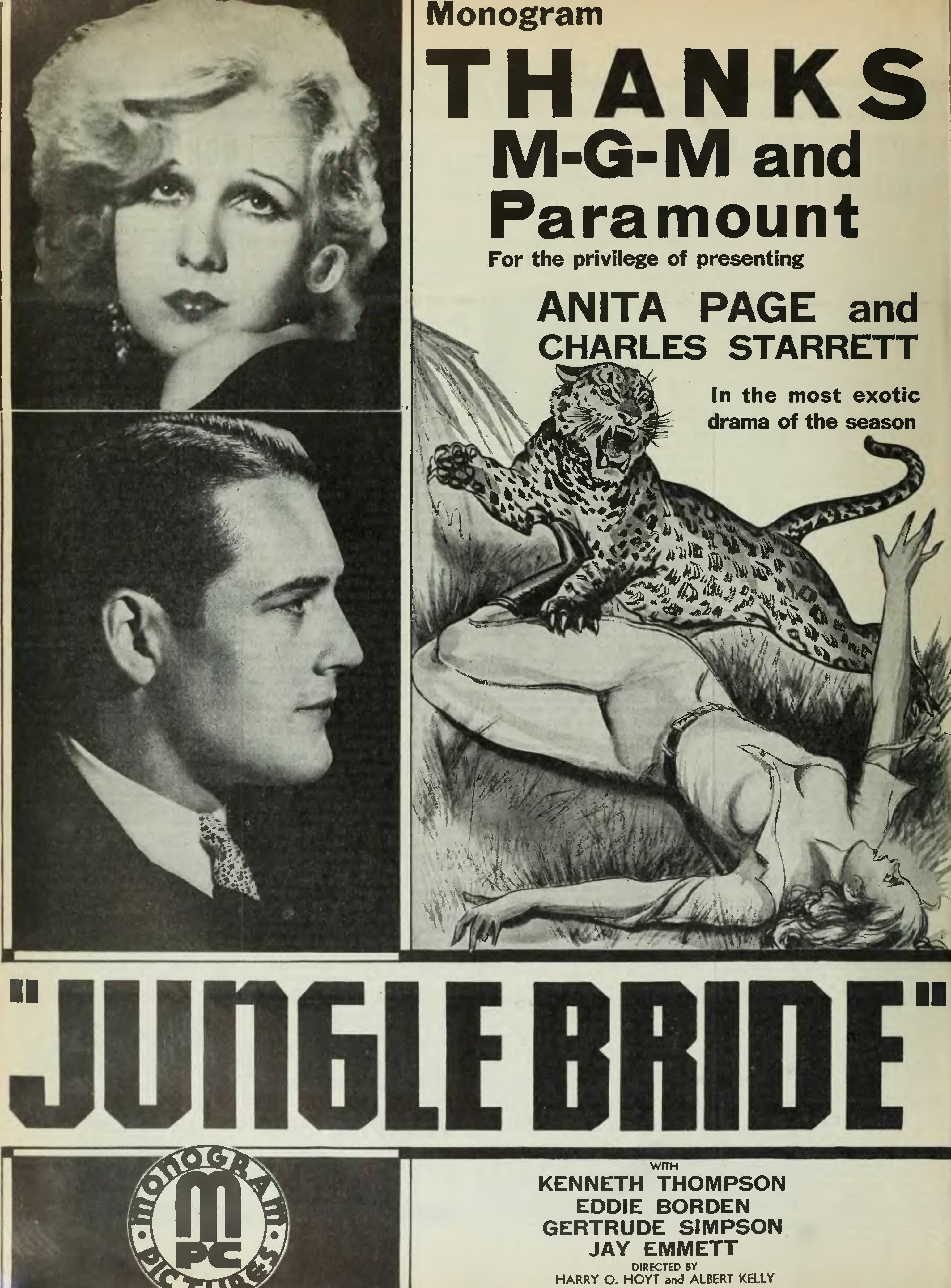
Annonce du film dans The Film Daily.

Jungle Bride est un film américain réalisé par Harry O. Hoyt et Albert H. Kelley, sorti en 1933.

## Synopsis
Le journaliste John Franklin est à bord d'un paquebot de retour aux États-Unis et a été autorisé par la police à garder le meurtrier présumé Gordon Wayne sous sa garde. Gordon, un playboy insouciant, est accompagné de son ami, Eddie Stevens, et refuse de raconter sa version de l'histoire pour éviter de blesser la jolie Doris Evans, dont le frère, après avoir été arrêté pour le meurtre d'un policier, a mis en cause Gordon dans le crime. 
Doris est fiancée à Franklin, mais son sens strict de la loi et de l'ordre la rebute. Lorsque leur navire rencontre des problèmes et coule, Gordon et Eddie sauvent Doris et se retrouvent sur une plage déserte sur la côte africaine. Doris est blessée et terrifiée d'être coincée avec un tueur présumé, mais Gordon et Eddie font de leur mieux pour la rassurer.

## Fiche technique
- Réalisation : Harry O. Hoyt et Albert H. Kelley
- Scénario : Leah Baird
- Producteurs : Arthur F. Beck, I.E. Chadwick
- Photographie : André Barlatier, Harry Jackson
- Montage : Arthur Huffsmith
- Production : Chadwick Pictures
- Distributeur : Monogram Pictures
- Durée : 63 minutes
- Date de sortie : 10 janvier 1933

## Distribution

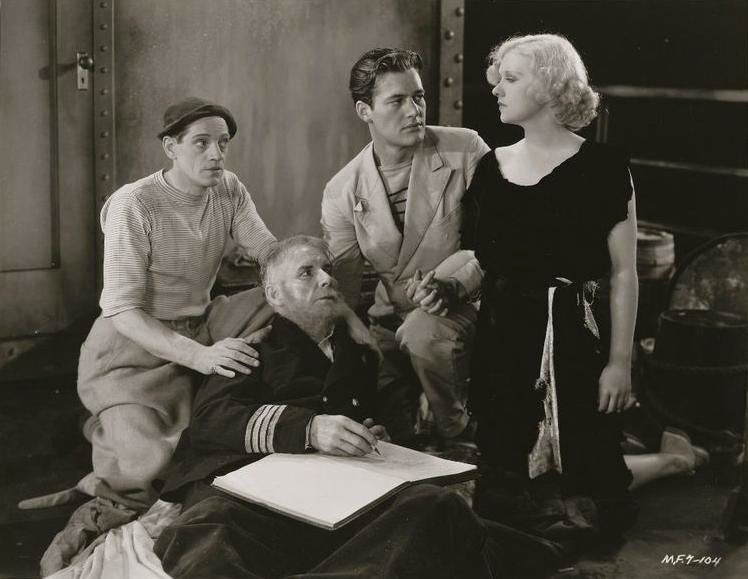
Eddie Borden, Clarence Geldart, Charles Starrett, et Anita Page (photo promotionnelle).

- Anita Page : Doris Evans
- Charles Starrett : Gordon Wayne
- Kenneth Thomson : John Franklin
- Eddie Borden : Eddie Stevens
- Gertrude Simpson : Laura
- Jay Emmett : Jimmy
- Clarence Geldart : Capt. Andersen